# 中島舞
中島 舞（なかじま まい、本名同じ、1983年12月13日 - ）は、東京都多摩地域出身の元・タレント。

## 略歴
- 東京都立国際高等学校1年生の時に、芸能プロダクション「（株）ローレン」（現・サムライム）のスタッフにスカウトされる。
- 2000年、「トレッ娘」のメンバーとして芸能界デビュー。
- 2004年引退。

## 人物
- 特技 ― イラスト、変声
- 趣味 ― インターネット
- 好きなもの ― うさぎ、お菓子全部
- 嫌いなもの ― 悪

## 所属事務所
ローレン → サムライム

## 所属ユニット
- トレッ娘 （2000年 - 2001年）
- ローレンガールズ （2004年）
ローレンに所属するアイドル7人で結成。他のメンバーは、吉川綾乃、紺野美有、北島えり、友平かおり、武井リカ、瑞原杏奈。

## コンテスト受賞歴
- 『トレカアイドルオーディション』ノミネート
『トレカアイドルオーディション』第1シリーズでの、全24名のノミネートメンバーによる「トレッ娘」の一員としてデビュー。（2000年4月 - 9月）
- 『アイドル・スーパーセレクション2001-TR』に進出
『トレカアイドルオーディション』のメンバー全24名中、上位5名に同事務所の細野由華と共に選抜され、第2シリーズである『アイドル・スーパーセレクション2001-TR』に進出。
（2000年11月 - 2001年）
- 『グラビアグランプリ2003』 準グランプリ受賞 （2003年）

## 主な出演

### テレビ
- シブヤ姫の湯 （KBS京都・テレビ埼玉、2000年5月 - 2001年3月）
2000年10月からは『シブ姫!』に改題。 「トレッ娘」としての出演。
- わぁーでぃーTV （2001年7月 - 10月、テレビ神奈川、テレビ埼玉、千葉テレビ）
- ザ・ジャッジ! 再現VTR（フジテレビ）
- カバーガールズ 第8話（BSフジ）
- LOVE FANTASY III（2002年12月8日、スカイパーフェクTV!・CS371ch）
- グラビアグランプリ2003 （2003年8月8日、TBS）
- あしたのG （2003年、フジテレビ）
- グラビアの美少女 (2003年、MONDO21)
- EA GAMES （スカイパーフェクTV!）
- LOVELOVE大好き! （スカイパーフェクTV!・cs371ch）

### 映画
- 戦 （2004年）恐山のイタコのシロ役
- Happy Birthday （2005年、NETCINEMA.TV）

### ラジオ
- ラジオdeクロスオーバー （文化放送、2000年6月 - 12月）
- ミュージックバード （TOKYO FM）
- アジアン美少女ファイル （USEN）
- もっと南へ－楽園の島－ （2004年8月30日・福岡RKB毎日放送、9月15日・琉球放送）

### 雑誌
- アイドルデータ（2000年・Vol.3とVol.4に「トレッ娘」として掲載）
- Girls! （2000年・Vol.3、2001年・Vol.4とVol.5に「トレッ娘」として掲載）
- カー・アンド・ドライバー （2001年3月26日号）
- PHOTO SHOT （2001年4月・Vol.48。細野由華との共演掲載。）
- スコラ （2001年5月号）
- 週刊アスキー （2001年5月29日号）
- 週刊実話 （2001年6月14日号、初のソロ表紙）
- Namper（しろうとグラフィック・ナンパー） （2001年6月号の表紙に細野由華と共に登場）
- 月刊ヤングマン （2001年6月号に細野由華と共に掲載）
- アクションカメラ （2001年7月号。撮影は2001年5月14日に相模湖にて、細野由華と合同で行った。）
- Chuッ （2001年8月号）
- 海賊 No.1 （2001年9月号）
- i cupid （2001年11月号）
- 月刊ヤングビンタ （2001年12月号）
- おとなの特選街 （2002年3月号）
- sabra （2002年10月10日号）
- Street SUGAR Special （2003年・Vol.26）表紙
- 他多数

### WEB
- Web英知 （2001年春、細野由華と共に出演）
- movic 『山岸伸写真館』 （2001年6月、i-modeコンテンツ、待受画像を配信）
- TBS 『モエランガール』（2002年7月 - 、モバイルサイト、プレステーション）
- 宝島社 『マガジンwebグラビア』
- インターネット 『ガールズネットクラブ』火曜レギュラー（秋葉原ラブロス）
- インターネットテレビ 『聖・トレッ娘学園』レギュラー出演
- @nifty short movie 『恐怖の面接』主演 （監督・しりあがり寿、2004年7月26日から配信）

## 主なリリース作品

### DVD・ビデオ
- トレッ娘プロモーションビデオ （2000年6月3日のトレッ娘イベントにて、限定100本の販売）
- 中島舞 in LOVE　ぴょぴょ （JVD、2001年7月6日）サイパンロケ作品
  - 同日発売の「細野由華 in LOVE フォルティシモ」にゲスト出演。
- Melon Squash （2001年）
- Mai life （ベガファクトリー、2003年1月25日）
- 中島舞 グラビアグランプリ2003 準グランプリ （2003年9月25日）

### CD・レコード
- HELLO my name is (c/w) VENUS
（2000年春、トレッ娘としてのリリース。　CD版はトレカBOXの中のオマケとして販売。12インチのアナログレコード版はCISCO系レコード店にて限定500枚で発売されたが、予約だけで完売した。）

### 写真集
- CHIFFON―中島舞ファースト写真集 （アクアハウス、2001年11月）
- Mai Love Life―中島舞写真集 （バウハウス、2002年9月5日）
- Lucky Seven （2004年4月6日、双葉社）「ローレンガールズ」名義作品

## 主なイベント出演経歴
- 2000年6月3日・昼の部　『トレッ娘・デビュー記念トークライブ』
（於：「新宿ロフトプラスワン」。トレッ娘メンバー23名で出演。）
- 2000年12月10日　『トレッ娘・サイン会』
（於：東京ドームシティ「プリズムホール2」。トレッ娘メンバー15名で出演。）
- 2000年12月23日　『JSCAカードショー』
（於：池袋「サンシャインシティalpa & ワールドインポートマート」。トレッ娘メンバー8名で出演。）
- 2001年2月24日・第二部　『トレッ娘・サイン＆握手会』
（於：下北沢「K-STADIUM」。細野由華と2人で出演。）
- 他多数